# Вестли, Анне-Катарина
Анне-Катарина Вестли (норв. Anne-Catharina Vestly), урождённая Анне-Катарина Шулерюд (норв. Anne-Catharina Schulerud; 15 февраля 1920, Рена, фюльке Хедмарк — 15 декабря 2008, Мьёндален, фюльке Бускеруд) — норвежская детская писательница.

## Биография
Родилась в семье аптекаря Менца Оливера Шулерюда (1877—1931) и его жены, школьной учительницы, Огот (1875—1957). У неё был старший брат Менц (19 октября 1915 — 18 мая 2003).
Проза Анне Вестли складывается в несколько серий романов, объединённых общими героями. Её первая книга «Phenomena», вышедшая в свет в 1953 г., и другие книги писательницы для взрослых рассказывали в основном о повседневной семейной жизни в 1950-х, 1960-х, 1970-х годах. В серии об Авроре (1962—1970) Вестли рассказывает о смене традиционных гендерных ролей: в центре внимания семья, где мать, юрист, работает, а отец с диссертацией по древней истории занимается воспитанием двоих детей.
Но известность Вестли принесли серии книг для детей. Её самая известная книга — «Папа, мама, восемь детей и грузовик» (норв. Åtte små, to store og en lastebil, 1957; пер. Л. Г. Горлиной) о семье с восемью детьми, живущей в маленькой квартирке в Осло. Эта книга стала первой в серии из 7 книг, последняя из которых вышла в 2000 году. Во второй книге к семье присоединяется их бабушка, благодаря которой серия известна больше всего как «Mormor og de åtte ungene» (букв. «Бабушка и восемь детей»). Это одна из самых знаменитых в Норвегии серий детских книг.
На родине её называли «бабушкой всей Норвегии», сравнивая с Астрид Линдгрен в связи с большим вкладом в развитие детской литературы. Всего было выпущено 48 детских книг Вестли.
За свои работы Вестли получила множество наград.
Вестли работала также на радио, участвовала в качестве актрисы в комедийном сериале для детей «Kanutten og Romeo Clive», записывала для своих читателей аудиокниги. А в возрасте 83 лет неожиданно для всех издала книгу социальной сатиры для взрослых.
Последние годы жизни страдала болезнью Альцгеймера, одним из последствий которой была афазия (утрата речи). Похоронена на Западном кладбище Осло.

### Семья
С 1946 года была замужем за Юханом Вестли, который был иллюстратором её книг до своей смерти в 1993 году.

## Творчество
За полвека творческой работы (с 1953 года до выхода последней книги в 2004 году) Вестли написала 56 книг, большая часть которых относится к 7 циклам. Её произведения были переведены на 16 языков.

### Цикл «Бабушка и восемь детей» (Mormor og de åtte ungene)
- 1957 — Åtte små, to store og en lastebil (рус. Папа, мама, восемь детей и грузовик)
- 1958 — Mormor og de åtte ungene i skogen (рус. Папа, мама, бабушка и восемь детей в лесу)
- 1959 — Marte og Mormor og Mormor og Morten (рус. Каникулы в хлеву)
- 1960 — En liten takk fra Anton (рус. Маленький подарок Антона)
- 1961 — Mormors promenade (рус. Бабушкина дорога)
- 1986 — Mormor og de åtte ungene på sykkeltur i Danmark (рус. Папа, мама, бабушка и восемь детей в Дании)
- 1999 — Morten og Mormor og Stormvind (рус. Мортен, бабушка и Вихрь)

### Цикл «Малыш и Щепкин» (Lillebror og Knerten)
- 1962 — Lillebror og Knerten (рус. Щепкин и коварные девчонки)
- 1963 — Trofaste Knerten (рус. Щепкин и красный велосипед)
- 1964 — Knerten gifter seg (рус. Опасное путешествие Щепкина)
- 1965 — Knerten i Bessby (рус. Щепкин и дело о ботинках)
- 1973 — Knerten og forundringspakken
- 1974 — Knerten på sykkeltur
- 1998 — Knerten detektiv og Handelsreisende Lillebror
- 2001 — Knerten Politimann
- 2002 — Den store boken om Knerten